# Adrien Douady

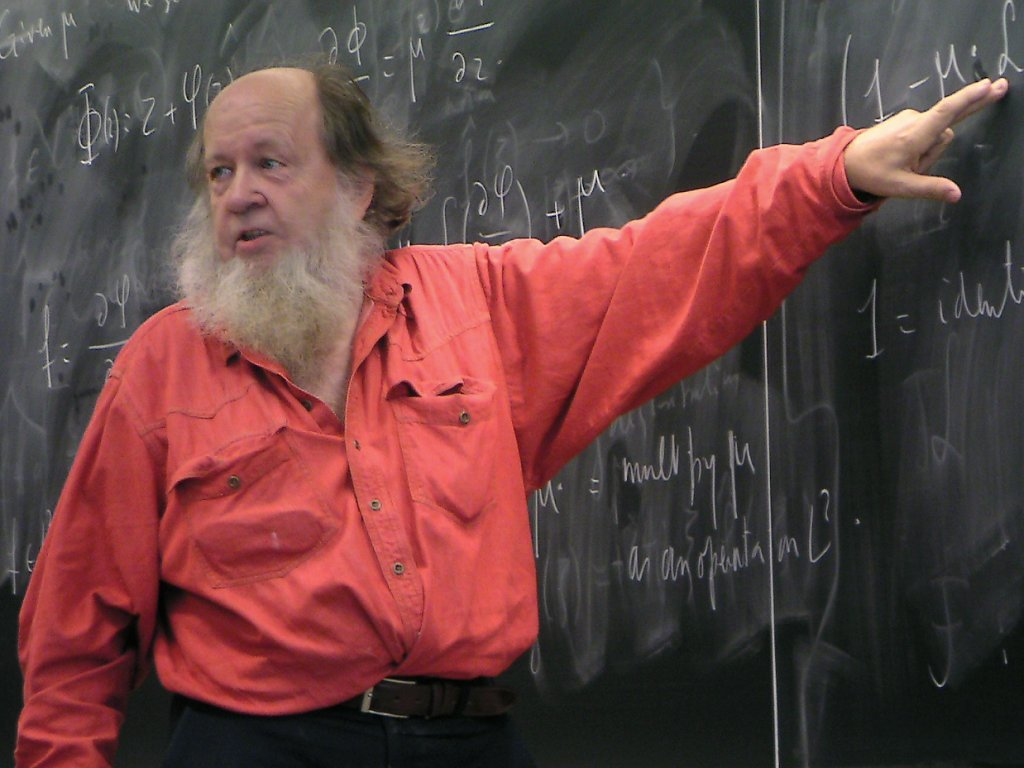
Adrien Douady

Adrien Douady (25 september 1935 - dicht bij Saint-Raphaël, 2 november 2006) was een Frans wiskundige.
Douady was student onder leiding van Henri Cartan, die oorspronkelijk aan homologische algebra werkte. Aan het begin van zijn loopbaan heeft hij belangrijke bijdragen gedaan aan de analytische meetkunde en dynamisch systemen. In 1997 werd hij toegelaten tot de Académie des Sciences.
Samen met zijn student John Hamal Hubbard lanceerde hij een nieuw vak en een nieuwe opleiding.
Hij heeft verschillende didactische wetenschappelijke films verwezenlijkt.

## Trivia
- Douady is een van de historische figuren die voorkomt in de film Dimensions.